# Wolfgang Gartner

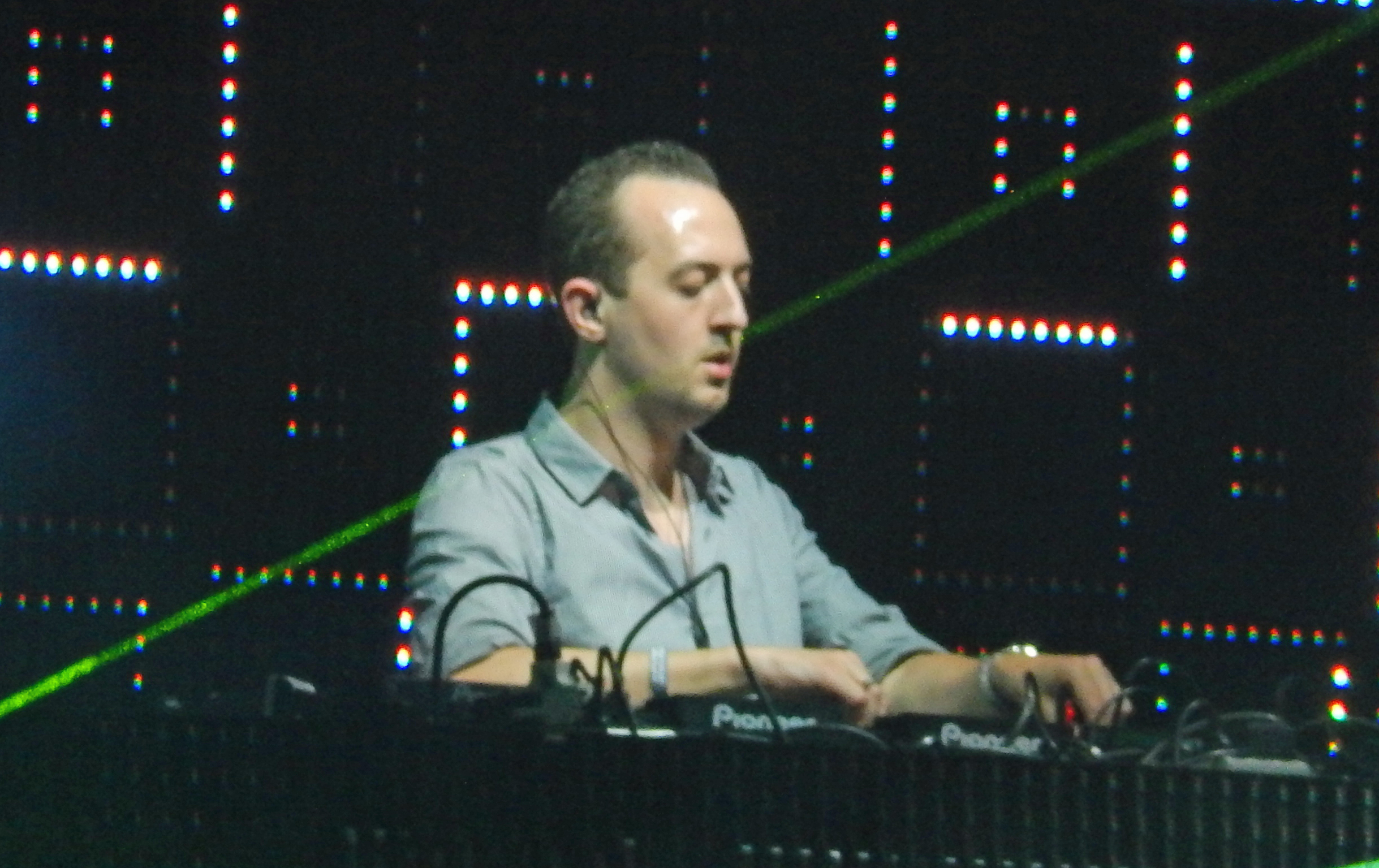
Wolfgang Gartner

Wolfgang Gartner (* 17. März 1982 in San Luis Obispo; bürgerlich Joseph Youngman) ist ein Grammy-nominierter US-amerikanischer Electro-House-Produzent und DJ. Seine Musik wurde mit dem Stil von Deadmau5 und Justice verglichen. Viele seiner Songs wurden durch sein eigenes Label Kindergarten herausgebracht, aber 2010 unterschrieb er einen Vertrag mit Ultra Records.

## Karriere
Joey Youngman wählte den Namen Wolfgang Gartner, nachdem er 2007 unter anderem Namen nur mäßig erfolgreich als Deep-House-DJ gewesen war. Weil er keine Kritik für einen so radikalen Stilwechsel bekommen wollte, vollzog er diesen anonym. Gartners Identität wurde im Juli 2008 schließlich öffentlich. 2010 debütierte Gartner in der Show BBC Radio 1’s Essential Mix Serien, von DJ/Produzent Pete Tong moderiert. Im Januar 2011 veröffentlichte er seine Single „Illmerica.“ Dort gab er bekannt, dass Eric Haze sein Graffiti-Logo designte. Im selben Monat wurde Gartner nominiert für vier „Internationale Dance Music Awards“, unter anderem „Best Electro/Tech House Track“, „Best Progressive Track“, „Best Breakthrough DJ“ und „Best Breakthrough Artist“. Im Frühjahr 2011 erschien seine Single "Forever" in Zusammenarbeit mit will.i.am. Noch im selben Jahr wirkte er bei dem Song The Devil’s Den des dreifach ausgezeichneten Grammy-Künstlers Skrillex mit. 2012 belegte Gartner Platz 7 der besten DJs mit Wohnsitz in den USA.
In seiner relativ kurzen Zeit als DJ wurden acht seiner Songs zu Nummer 1 Hits in den Beatport-Top-10-Charts. Gartner nahm an Festivals wie dem in Coachella 2010 und Electric Daisy Carnival 2010 teil und tourte um die ganze Welt.

## Diskografie

### Album
2011:
- Weekend In America

2012:
- Back Story

2016:
- 10 Ways To Steal Home Plate

### Singles & EPs
2007:
- Shapes

2008:
- Hot For Teacher
- Killer/Flam Mode
- Montezuma/Frenetica
- Bounce/Get It
- Emergency
- Play Dub
- Candy
- Hook Shot
- Flashback (feat. MC Flipside)

2009:
- Montezuma Remixes
- Yin/Yang (feat. Francis Preve)
- Push & Rise
- Wolfgang’s 5th Symphony/Grey Agenda
- Fire Power/Latin Fever
- Symphony 5

2010:
- Undertaker
- Conscindo (feat. Mark Knight)
- Animal Rights (feat. Deadmau5)
- Illmerica
- Space Junk

2011:
- Forever (feat. will.i.am)
- The Devil’s Den (feat. Skrillex)

2012:
- There And Back
- Red Line
- We Own The Night (feat. Tiësto & Luciana)
- Girl On Boy
- Love & War

### Remixes
- Timbaland feat. Nelly Furtado & SoShy – Morning After Dark (Wolfgang Gartner Remix)
- MSTRKRFT feat. John Legend – Heartbreaker (Wolfgang Gartner Remix)
- Tiësto & Sneaky Sound System – I Will Be Here (Wolfgang Gartner Remix)
- The Black Eyed Peas – Imma Be (Wolfgang Gartner Club Mix)
- Classixx – Cold Act Ill (Wolfgang Gartner's Monster Mix)
- Alaric – Cruelty (Wolfgang Gartner Remix)
- Britney Spears – 3 (Wolfgang Gartner Remix)
- Jin Sonic & Dive – Play (Wolfgang Gartner Remix + Dub)
- Bass Kleph & Anthony Paul – Helium (Wolfgang Gartner Remix)
- Ben DJ ft. Sushy – Me & Myself (Wolfgang Gartner Remix)